# Helen Walsh
Pour les articles homonymes, voir Helen Walsh (homonymie) et Walsh.
Helen Walsh, née en 1977 à Warrington, est une romancière britannique.

## Biographie
Helen Walsh est née à Warrington près de Liverpool.
En 1993, elle s'installe à Barcelone avant de revenir en Angleterre quelques années plus tard.